# Blastopetrova keteleericola
Blastopetrova keteleericola is een vlinder uit de familie van de bladrollers (Tortricidae). De wetenschappelijke naam van de soort is voor het eerst geldig gepubliceerd in 1987 door Liu & Wu.